# Ламбертон (Минесота)
Ламбертон (енгл. Lamberton) град је у америчкој савезној држави Минесота.

## Демографија
По попису из 2010. године број становника је 824, што је 35 (-4,1%) становника мање него 2000. године.
| Група             | 2000.       | 2010.       |
| Белци             | 856 (99,7%) | 786 (95,4%) |
| Афроамериканци    | 0 (0,0%)    | 0 (0,0%)    |
| Азијати           | 0 (0,0%)    | 13 (1,6%)   |
| Хиспаноамериканци | 1 (0,1%)    | 16 (1,9%)   |
| Укупно            | 859         | 824         |